# Fadogiella cana
Fadogiella cana är en måreväxtart som först beskrevs av Karl Moritz Schumann, och fick sitt nu gällande namn av Robyns. Fadogiella cana ingår i släktet Fadogiella och familjen måreväxter. Inga underarter finns listade i Catalogue of Life.